# سیارک ۴۹۳۵
سیارک ۴۹۳۵ (به انگلیسی: 4935 Maslachkova، نامگذاری:1985PD2) چهار هزار و نهصد و سی و پنجمین سیارک کشف شده‌است که در ۱۳ اوت ۱۹۸۵ کشف شد.
قدر مطلق سیارک برابر ۱۳٫۶۰ است.